# Chromadorita schuurmansstekhoveni
Chromadorita schuurmansstekhoveni är en rundmaskart som beskrevs av Timm. Chromadorita schuurmansstekhoveni ingår i släktet Chromadorita och familjen Chromadoridae. Inga underarter finns listade i Catalogue of Life.